# روز جهانی ریاضیات
روز جهانی ریاضیات برابر با ۱۴ مارس که همچنین به عنوان روز پی نیز شناخته می‌شود. چهلمین کنفرانس عمومی یونسکو ۱۴ مارس هر سال را روز جهانی ریاضیات در نوامبر ۲۰۱۹ اعلام کرد. آگاهی جهانی بیشتر از علوم ریاضی برای پرداختن به چالش‌ها در زمینه‌هایی مانند هوش مصنوعی، تغییرات آب و هوا، انرژی و توسعه پایدار و بهبود کیفیت زندگی در کشورهای توسعه یافته و در حال توسعه حیاتی است. هدف روز جهانی ریاضی نشان دادن نقش اساسی علوم ریاضی در دستیابی به اهداف توسعه پایدار سازمان ملل متحد (SDGs) و در تقویت دو اولویت یونسکو است. این روز ما را دعوت می‌کند تا از طریق فعالیت‌های جشن و متنوعی که در سرتاسر جهان برگزار می‌شود، لذتی را که در ریاضیات و همچنین مشاغل فراوانی که به دختران و پسران ارائه می‌دهد، جشن بگیریم.
انجمن ریاضی ایران نیز  به مناسبت سال جهانی علوم پایه (۲۰۲۲)، آغاز آن را ماه ۳ میلادی، ۱۴ مین روز، ساعت ۱۵ و ۹ دقیقه و ۲۶ ثانیه اعلام نموده است. این اعداد، عدد π را تا هفت رقم بعد از اعشار، یعنی  ۳/۱۴۱۵۹۲۶ به یاد می آورند.

## تاریخچه
در بسیاری از کشورها، ۱۴ مارس (۱۴/۳) از قبل به عنوان روز پی جشن گرفته می‌شود، زیرا π، یکی از شناخته شده‌ترین ثابت‌های ریاضی جهان را می‌توان به ۳٫۱۴ گرد کرد.